# Галицька архидієцезія
Галицька архидієцезія — колишня структурна одиниця Римсько-католицької церкви, утворена у 1375 році з осідком у місті Галичі.

## Відомості
Після приходу до влади у Королівстві Русі король Казимир робив кроки щодо створення на руських землях окремих єпархій РКЦ.
Папа Григорій XI буллою «Debitum pastoralis officii» від 13 лютого 1375 року остаточно заснував латинську митрополію — архідієцезію — з осідком у Галичі. Міста Перемишль, Володимир та Холм ставали центрами дієцезій.
Для катедральної церкви використали один з храмів Галича. Намісник короля Людовіка князь Володислав Опольський надав арцибіскупу місто Рогатин, замки Олесько й Тустань з їх волостями, десятину з львівського мита і доходів жидачівської та дрогобицької соляних жуп, кам'яницю у Львові.
Через більшу віддаленість від татар у 1412 р. її осідок перенесено з Галича до Львова (булла «In eminenti specula» від 28 серпня 1412 р.).
Капітула існувала формально.

### Митрополити (архиєпископи)
- Матвій з Егера (1375 — +1380 рр.) — німець, який знав українську мову.
- Бернард (1384—1390 рр.)
- бл. Якуб Стшемє (Стрепа) (1391—1409 рр.), проголошений блаженним у 1790 р.
- Миколай Тромба (1410—1412 рр.).